# Язва роговицы
 Язва роговицы или  язвенный кератит — инфекционное состояние роговицы с нарушением эпителиального слоя, затрагивающим строму роговицы. Это распространённое явление у людей, живущих в тропических и преимущественно аграрных странах. В развивающихся странах дети страдают от дефицита витамина А и подвергаются большому риску язвы роговицы и даже слепоты на оба глаза на всю жизнь. В офтальмологии язвой роговицы, как правило, называют инфекционную болезнь, а стиранием[уточнить] роговицы — физическое стирание.

## Заживления роговицы
Язва роговицы заживает двумя способами: миграцией окружающих эпителиальных клеток с последующим митозом (делением) и внедрением кровеносных сосудов из конъюнктивы. Небольшие поверхностные язвы быстро заживают первым способом. Тем не менее, большие или глубокие язвы часто требуют наличия кровеносных сосудов для снабжения воспалённых клеток. Белые кровяные тельца и фибробласты производят гранулированные ткани, а затем рубцовые ткани, эффективно исцеляя роговицу.

## Поверхностные и глубокие язвы роговицы
Язвы роговицы являются распространённым заболеванием глаз человека и обусловлены травмами, в частности, растительными веществами, а также химическими травмами, контактными линзами и инфекциями. Другими причинами язвы роговицы могут быть энтропион, дистихиаз, дистрофия роговицы и кератоконъюнктивит (сухой глаз).
Многие микроорганизмы вызывают инфекционную язву роговицы. Среди них бактерии, грибки, вирусы, простейшие и хламидии:
- Бактериальный кератит вызывает золотистый стафилококк, Streptococcus viridans, кишечная палочка , энтерококки, Pseudomonas, Nocardia, Neisseria gonorrhoeae и многие другие бактерии.
- Грибковый кератит вызывает глубокие и серьёзные язвы роговицы. Его причинами могут аспергилл, фузариум, Candida, а также Rhizopus, мукор и другие грибы. Характерная особенность грибковых кератитов — медленное начало и постепенное прогрессирование, где признаков гораздо больше, чем симптомов. Небольшие спутниковые поражения вокруг язвы и обычно заметное нагноение являются общей чертой грибковых кератитов.
- Вирусный кератит вызывает изъязвление роговицы. Это обусловлено чаще всего вирусом простого герпеса, опоясывающего лишая и аденовирусами. Также он может быть вызван коронавирусами и многими другими вирусами. Вирус герпеса вызывает дендритные язвы, которые могут повторяться всю жизнь.
- Инфекции простейшими, такие как акантамёбный кератит, характеризуются сильной болью и связаны с использованием контактных линз при купании в бассейнах.
- Chlamydia trachomatis также могут способствовать развитию язвы роговицы.

Поверхностные язвы включают потерю части эпителия. Глубокие язвы проходят внутрь или через строму и могут привести к серьёзным рубцам и перфорации роговицы. Descemetoceles (грыжа десцеметовой оболочки глаза) возникает, когда язва проходит через стромы. Этот тип язвы особенно опасен и может быстро привести к перфорации роговицы, если запустить.
Расположение язвы в некоторой степени зависит от её причины. Центральные язвы, как правило, вызванные травмой, сухостью глаз, воздействием паралича лицевого нерва или экзофтальма, энтропионом, сильной сухостью глаз и трихиазом (заворот ресниц), могут вызывать изъязвление периферии роговицы. Иммуно-опосредованные заболевание глаз могут вызывать язвы на границе роговицы и склеры. К ним относятся ревматоидный артрит, розацеа, системный склероз, которые приводят к особому типу язвы роговицы под названием  язва Мурена (разъедающая язва роговицы). Она имеет круговой кратер как депрессия роговицы, только внутри лимб, как правило, с нависающим краем.

### Симптомы
Язвы роговицы являются чрезвычайно болезненными из-за воздействия на нерв, и может быть причиной слезотечения, косоглазия и потери зрения глазом. Признаками также являются передней увеит, миоз (маленький зрачок), эффект Тиндаля (белок во внутриглазной жидкости) и покраснение глаз. Аксон-рефлекс может быть ответственным за формирование увеит — стимуляции болевых рецепторов в роговице в результате высвобождения медиаторов воспаления, таких как простагландины , гистамин и ацетилхолин. Чувствительность к свету тоже симптом язвы роговицы.

### Диагностика
Диагностика осуществляется путём непосредственного наблюдения под увеличением щелевой лампы для выявления язвы роговицы. Использование флуоресцеинового пятна, которое покрывает открытую строму роговицы и проявляется зелёным, помогая определить границы язвы роговицы, может раскрыть дополнительные детали окружающего эпителия. Язва простого герпеса показывает окрашенную типичную дендритную структуру. Роуз-Бенгалии краситель используется также для supra-vital (выходящих за пределы жизненного цикла) целей окрашивания, но это может очень раздражать глаз. При грыже десцеметовой оболочки глаза, десцеметова мембрана будет выпирать вперёд и после окрашивания будет выглядеть как тёмный круг с зелёными границами, так как она не поглощает пятно. Делая скобление роговицы и изучая под микроскопом пятна, подобно Gram’s и предварительно обработанных КОН можно выявить бактерии и грибки, соответственно. В некоторых случаях может понадобиться изолировать возбудителей при микробиологических тестах культуры. Другие тесты, которые могут быть необходимы — проба Ширмера на сухой кератоконъюнктивит и анализ функции лицевого нерва на паралич лицевого нерва.

### Лечение
Правильный диагноз имеет важное значение для оптимального лечения. Бактериальная язва роговицы требуют интенсивной укрепляющей антибактериальной терапии для лечения инфекции. Грибковые язвы роговицы требуют интенсивного применения актуальных противогрибковых агентов. На вирусное изъязвление роговицы, вызванное вирусом герпеса, можно воздействовать противовирусными препаратами, например, актуальная мазь ацикловир по капле пять раз в день. Вместе с тем, поддерживающая терапия, как обезболивающие медикаменты, в том числе актуальные циклоплеги как атропин или гоматропин, чтобы расширить зрачок и тем самым остановить спазмы цилиарной мышцы. Поверхностные язвы заживают менее чем за неделю. Глубокие язвы и грыжа десцеметовой оболочки может потребовать трансплантации конъюнктивы или конъюнктивный карман, мягкие контактные линзы, или пересадка роговицы. Рекомендуется правильное питание, в том числе потребление белка и витамина С. В случаях кератомаляции, где изъязвление роговицы происходит из-за недостатка витамина А, делается введение витамина А орально или внутримышечно. Средства, которые, как правило, противопоказаны при язве роговицы — актуальные кортикостероиды и анестетики — они не должны использоваться при любом типе язвы роговицы, поскольку они препятствуют исцелению, могу привести к суперинфекции с грибками и другими бактериями и часто осложняют состояние.

## Упорные язвы роговицы
Упорные язвы роговицы — поверхностные язвы, заживают плохо и, как правило, повторяются. Они также известны как  безболезненные язвы или язвы Боксера. Они, предположительно, вызваны дефектом в базальной мембране и отсутствием гемидесмосомных вложений. Они узнаются по разрушению эпителия, что окружает язву и легкой задней корке. Упорные язвы роговицы чаще всего видели у диабетиков, и они позже поражают другой глаз. Они похожи на кистозную дистрофию Когана.

### Лечение
Актуальные укрепляющие антибиотики используются с часовыми интервалами для лечения инфекционных язв роговицы. Циклоплегические глазные капли применяются для отдыха глаза. Обезболивающие даются по мере необходимости. Свободный эпителий и основу язвы следует соскрести и направить для сенситивного исследования культуры, чтобы определить патогенный организм. Это помогает в выборе соответствующих антибиотиков. Полное заживление занимает от нескольких недель до нескольких месяцев.
Лечение упорных язв роговицы может занять много времени, иногда до нескольких месяцев. В случае прогрессирующих или незаживающих язв, может потребоваться хирургическое вмешательство врача-офтальмолога с трансплантацией роговицы для сохранения глаза. При всех язвах роговицы важно исключить предрасполагающие факторы: сахарный диабет и иммунодефицит.

## Убывающая язва
Убывающая язва — тип язвы роговицы с прогрессирующей потерей стромы в убывающей ткани. Чаще всего это видно на инфекции Pseudomonas, но это может быть вызвано другими типами бактерий или грибов. Эти инфекционные агенты производят протеазу и коллагеназу, которые разрушают строму роговицы. Полная потеря стромы может произойти в течение 24 часов. Лечение включает в себя антибиотики и ингибиторы коллагеназы, такие как ацетилцистеин. Обычно необходима хирургия в виде трансплантации роговицы (проникающая кератопластика), чтобы сохранить глаз.